# Misiune periculoasă
Misiune periculoasă (în engleză: Raw Deal)  este un film american de acțiune din 1986 regizat de John Irvin, cu Arnold Schwarzenegger, Kathryn Harrold, Darren McGavin și Sam Wanamaker în rolurile principale. Filmul a fost lansat în America de Nord pe 6 iunie 1986. Filmul spune povestea unui șef de rang înalt al FBI, Harry Shannon, în vârstă și amărât, care vrea să se răzbune împotriva unei organizații mafiote și trimite un fost agent FBI și acum șeriful unui mic oraș, Mark Kaminski, să distrugă organizația din interior.
Filmul a primit recenzii negative, încasând 16,2 milioane de dolari americani pe plan intern la un buget de 8-10 milioane de dolari americani.

## Distribuție
- Arnold Schwarzenegger - Sheriff Mark Kaminski / Joseph P. Brenner
- Kathryn Harrold - Monique
- Darren McGavin - FBI Agent Harry Shannon
- Sam Wanamaker - Luigi "Lou" Patrovita
- Paul Shenar - Paulo Rocca
- Steven Hill - Martin "The Hammer" Lamanski
- Ed Lauter - Detective Baker
- Joe Regalbuto - Marvin Baxter
- Robert Davi - Max Keller
- Blanche Baker - Amy Kaminski
- Louise Robey - Lamanski's Girl
- Mordecai Lawner - Marcellino
- Victor Argo - Dangerous Man
- George P. Wilbur - Killer #1
- Denver Mattson - Killer #2
- John Malloy - Trager
- Steve Holt - FBI Agent Blair Shannon
- Dick Durock - "Dingo"
- Frank Ferrara - "Spike"
- Thomas Rosales Jr. - Jesus
- Jack Hallett - Carson
- Jay Butler - Rice
- Tony DiBenedetto - Rudy
- Tom Hull - Metzger
- James Eric - Byron
- Ralph Foody - Police Captain Sam Joyce
- Sharon Rice - Jogger
- Sven-Ole Thorsen - Patrovita's Bearded Bodyguard (nemenționat)